# الدوري الهندوراسي الدرجة الأولى لكرة القدم 1994-95
الدوري الهندوراسي الدرجة الأولى لكرة القدم 1994-95 هو موسم من الدوري الهندوراسي الدرجة الأولى لكرة القدم. فاز فيه نادي فيكتوريا.